# Guero
Guero je šesti Beckov album, izdan 2005. godine.

## Podaci
Ovaj, do danas najuspješniji Beckov album, kritičari smatraju Beckovim povratkom stilu albuma "Odelay", njegova hvaljenog albuma iz 1996. godine, najviše stoga što su taj album, kao i "Guero", producirali The Dust Brothers. 
"Guero" ja na američkim ljestvicama debitirao na drugom mjestu (u SAD-u album je postigao i zlatnu nakladu), a u Ujedinjenom Kraljevstvu na petnaestom, što ga čini Beckovim albumom najviše pozicioniranim na ljestvicama.

## Popis pjesama
1. "E-Pro" (koautori The Beastie Boys)
2. "Qué Onda Guero"
3. "Girl"
4. "Missing"
5. "Black Tambourine"
6. "Earthquake Weather"
7. "Hell Yes"
8. "Broken Drum"
9. "Scarecrow"
10. "Go It Alone" (koautor Jack White iz The White Stripesa)
11. "Farewell Ride"
12. "Rental Car"
13. "Emergency Exit"

### Bonus pjesme na posebnim izdanjima
- "Send A Message To Her" (na britanskom, japanskom, te DVD izdanju albuma)
- "Chain Reaction" (na britanskom, japanskom, te DVD izdanju albuma)
- "Clap Hands" - 3:18 (na japanskom i DVD izdanju albuma)
- "Girl (Octet Remix)" (na DVD izdanju albuma)
- "Broken Drum (Boards of Canada Remix)" (na DVD izdanju albuma)
- "Still Missing (Röyksopp Remix)" (na DVD izdanju albuma)
- "Fax Machine Anthem (Dizzee Rascal Remix)" (na DVD izdanju albuma)

## Singlovi
- "E-Pro"
- "Girl"

Za skladbu "Black Tambourine" snimljen je video-spot, no pjesma nije izdana kao singl.

## Vanjske poveznice
- O Gueru na službenoj Beckovoj web-stranici  Arhivirana inačica izvorne stranice od 1. rujna 2005. (Wayback Machine)